# Réseau malléolaire médial
Le réseau malléolaire médial est un ensemble d'anastomoses artérielles du membre inférieur situées au niveau de la cheville autour de la malléole médiale.
Les anastomoses unissent  l'artère malléolaire antéro-latérale, l'artère tarsienne latérale, l'artère plantaire latérale et le rameau perforant de l'artère fibulaire.